# Le Manifeste du parti travailliste
Le Manifeste du parti travailliste (The Labour Party Manifesto) est un texte politique rédigé après les élections législatives en Grande-Bretagne en février 1974 à la suite de la victoire du parti travailliste. Les membres du parti refusent toute coalition avec les conservateurs-libéraux et s’opposent très nettement au précédent parti Tory (conservateurs) dirigés par Edward Heath, qui, dans leur vision, ont privé des milliers de personnes de leur emploi. En effet, ces élections marquent un véritable tournant dans l'histoire anglaise du XXe siècle avec la perte du pouvoir des conservateurs. Le pays fait alors face à de nombreux problèmes majeurs comme l'inflation des prix à 15-25 % par an ou un chômage croissant dans le sillage des conséquences du choc pétrolier. Le parti travailliste se présente comme la solution à cette période de crise économique. Dans le manifeste, la situation du pays est dramatisée pour mieux souligner le rôle qu’ont joué les conservateurs durant leur mandat ; le manifeste sert aussi de programme politique, économique, et  social. Le chef des travaillistes est Harold Wilson, qui devient premier ministre de 1974 à 1976. Le manifeste est inspiré par l’idéalisme lié à la victoire. 

## Un programme politique
Dans ce programme, le parti travailliste se veut être la solution face à la crise économique et aux problèmes qui touchent alors l'Angleterre. Ils fondent leurs idées sur la base d'un contrat social  entre les politiciens et les syndicats : ces derniers accepteraient de modérer leurs revendications salariales en échange de mesures législatives favorables aux salariés.
Le premier problème qu'ils se proposent de résoudre dans leur programme est l'inflation que connaît alors l'Angleterre. Le deuxième point important de leur programme est la garantie de l'expansion de l'industrie agricole avec des aides nationales et la nationalisation des entreprises privées afin de relever l'économie générale du pays. Les travaillistes mettent l'accent sur l'industrie. Afin de réduire le chômage, ils préconisent la mise en place de mesures économiques, la stimulation de l'investissement et l'augmentation des exportations, qui va de pair avec la réduction des importations. Autrement dit, ils veulent isoler et protéger l'économie britannique de son environnement européen et mondial pour ainsi encourager la croissance intérieure en se libérant des contraintes extérieures. En ce qui concerne les relations industrielles, ils veulent abroger la loi des relations sociales entre les travailleurs mise en place par les Tories en 1971 et ils ont un projet de loi pour la protection de l'emploi. Le manifeste met en avant la justice qui ferait que la taxation soit utilisée pour la redistribution majeure de la richesse en concentrant les hausses d'impôts sur les plus riches et en mettant en place une taxe annuelle sur la richesse, mais aussi en augmentant les pensions pour compenser la hausse des prix et les allocations familiales pour parer à la pauvreté familiale. Ils veulent également créer un service national de santé et augmenter le budget pour les dépenses publiques. Ils mettent en avant l'éducation comme élément essentiel pour une société juste. De ce fait, ils désirent éliminer les frais payés dans les écoles et continuer de progresser vers un système plus équitable de bourses d'études. Le futur gouvernement émet le souhait d’agir sur la question du mal logement, le Homelessness en protégeant les locataires,.
À la suite d'un pic de pollution à Londres en 1952, une loi sur le contrôle de la pollution, le clean Air Act 1956 est mis en place et afin de protéger l’environnement, il est fait la promesse de développer les transports en commun.
Le droit des femmes est défendu : la promesse d’une égalité des salaires, l'Equal pay for work est faite.
L'adhésion du Royaume-Uni à la Communauté économique européenne, la CEE, est promis d’être faite par referendum, et le gouvernement entend mener une politique extérieure pacifiste, en intervenant en Afrique du Sud, pour accélérer le processus de paix, en réduisant les dépenses militaires dans le budget de la Défense et en s’appuyant sur les institutions internationales telles que l’ONU, l'Organisation des Nations unies ou l’OTAN, l'Organisation du traité de l’Atlantique nord.